# Hortia nudipetala
Hortia nudipetala är en vinruteväxtart som beskrevs av Groppo. Hortia nudipetala ingår i släktet Hortia och familjen vinruteväxter. Inga underarter finns listade i Catalogue of Life.